# مارينيا هاوبي
مارينيا هاوبي (من مواليد 23 نوفمبر 1960) هي سياسية برازيلية وعالمة نفس وأستاذة جامعية. على الرغم من أنها ولدت في ساو باولو، فقد أمضت حياتها المهنية السياسية كممثلة لروندونيا، بعد أن عملت كممثلة للدولة من 1995 إلى 2019.

## التعليم
هاوبي هي أحد خريجي حرم جامعة ولاية ساو باولو في أسيس. في عام 1985 انتقلت إلى روندونيا من مسقط رأسها ساو باولو، عندما قبلت في منصب تدريسي في جامعة محلية.

## الحياة السياسية
قبل أن تصبح سياسية عملت كطبيبة نفسية وأستاذة علم النفس.
خاضت هاوبي الانتخابات العامة البرازيلية لعام 2018، لكنها حصل على 18223 صوتًا أو 2.33٪ من الأصوات المدلى بها في روندونيا، وهو ما لم يكن كافيًا لإعادة انتخابها لمنصب نائب فيدرالي.
في أوائل عام 2019 تم تعيين هاوبي لتكون مستشارًا لسناتور لم يذكر اسمه من ماتو جروسو. أثارت هذه الخطوة بعض الغضب في وسائل الإعلام البرازيلية لأنه على الرغم من دورها الذي يبدو ضئيلًا، لا تزال هاوبي تتقاضى راتبًا قدره 23.000 ريال برازيلي شهريًا وستكون قادرة على التقاعد بمعاش تقاعدي قدره 33000 ريال برازيلي شهريًا.

## المواقف السياسية
صوّتت هاوبي لصالح إقالة الرئيسة آنذاك ديلما روسيف. وصوتت لصالح إصلاح العمل البرازيلي لعام 2017، وصوتت ضد تحقيق فساد في ميشيل تامر، خليفة روسيف.

## الحياة الشخصية
روب متزوجة من عضو مجلس الشيوخ السابق وحاكم روندونيا هاوبي. لديها طفلان، كريستيان إي فالدير جونيور.